# ツシマウラボシシジミ
ツシマウラボシシジミ（Pithecops fulgens Doherty, 1889）はシジミチョウ科のチョウの一種。日本では対馬にのみ生息する。リュウキュウウラボシシジミと同属である。
環境省レッドリストの絶滅危惧ⅠA類および、「種の保存法」における国内希少野生動植物種に指定されている。

## 形態
小型のシジミチョウであり、後翅裏面に特徴的な黒斑を1つ持つ。雄の表面では黒褐色に縁取られた金属光沢のある青藍色を呈し、雌の表面は一様に黒褐色である。
雌は雄よりも翅形に丸味を帯びる。
近縁種であるリュウキュウウラボシシジミに酷似するが、リュウキュウウラボシシジミでは雌雄ともに表面が黒褐色である。

## 生態
幼虫の食草はヌスビトハギ属（マメ科）。新芽や蕾、花、実を食べ、成葉は食べない。成虫は各種の草本植物の花蜜を吸う。
越冬は終齢幼虫で行い、食草の葉を綴った中で過ごす。越冬後は摂食を行わないとされ、春に脱皮・蛹化を経て成虫となる。多化性で春から秋にかけて複数世代を繰り返す。

### 保全
1969年に「ツシマウラボシシジミ繁殖地」が上県町の天然記念物となり、2005年の市町村合併により対馬市の天然記念物に指定された。その後、急激なシカの増加に伴う林床植生の食害およびこれに伴う林内の乾燥化で、本種の好む林床植生が破壊され、幼虫の食草であるヌスビトハギ類や成虫の吸蜜植物が激減し、2013年にはほぼ野生絶滅の状態にまで陥った。2017年には環境省の「種の保存法」の国内希少野生動植物種に指定された。

## 分布
日本国外ではインド北東部のアッサム地方やミャンマー、ベトナム、中国、台湾に分布する。日本では対馬にのみ分布する。

## 分類
本種は3亜種が知られる。
- ssp. fulgens Doherty, 1889　名義タイプ亜種。模式産地はインド。
- ssp. urai Bethune and Baker, 1913　台湾亜種。
- ssp. tsushimanus Shirôzu and Urata, 1957　対馬亜種。